# Le Bateau fabuleux
Le Bateau fabuleux (titre original : The Fabulous Riverboat) est le deuxième tome du cycle du Fleuve de l'éternité écrit par Philip José Farmer, après Le Monde du fleuve, publié en 1971 aux États-Unis.

## Résumé
Ce deuxième roman du cycle se déroule dans un seul et unique vestibule du fleuve. Son déroulement suit la construction d'un navire de fer et d'acier provenant d'une météorite dirigée volontairement sur la planète par un éthique « renégat ». Celui-ci ne souhaitant pas voir le noir dessein de ses contemporains arriver à terme. Sam Clemens, malin et réfléchi, dirige la construction du navire, en co-consul de Jean sans Terre sur l'État de Parolando, l'ancien roi anglais étant d'une fourberie des plus maladives. En 20 ans Parolando devient une cité pré-industrielle, puis électronique en utilisant les pierres à Grâal comme source d'énergie électrique.

La construction du bateau est constamment remise en question par les nombreuses guerres et stratégies d'alliances qui règnent dans le vestibule.
Ce second roman expose, en plus d'une guerre de territoire accélérée sur une parcelle bien définie (l'ensemble du vestibule), l'apparition de la nouvelle religion sur le monde fleuve « La Seconde Chance » (dont Hermann Göring devient l'un des missionnaires), mais également le pouvoir qu'ont les éthiques d'infléchir le destin des ressuscités dans la quête de l'origine du fleuve. L'on apprend que douze ressuscités ont été choisis pour mener à bien l'action renégate et mettre fin à la torture éternelle de résurrection, parmi eux Sam Clemens, mais aussi Ulysse, Cyrano de Bergerac, Burton l'explorateur du XIXe siècle et personnage principal du premier volet (que Sam apercevrait à son arrivée dans le vestibule de Parolando mais plus ensuite) ou encore un astronaute afro-américain de la fin du XXe siècle, dénommé Firebass.

## Éditions françaises
Le Bateau fabuleux a connu deux traductions et différentes formes d’éditions.
- en deux parties (traduction de Jacques Guiod) :
  - dans la revue Galaxie no 94, OPTA, mars 1972
  - dans la revue Galaxie no 95, OPTA, avril 1972
- en recueil (traduction de Guy Abadia):
  - dans Le Fleuve de l'éternité, avec Le Monde du fleuve, Robert Laffont, collection Ailleurs et Demain - Classique no 16, 1979  (ISBN 2-221-00134-6), rééditions en 1982, 1984 et 1988
  - dans Le Cycle du fleuve - 1, avec Le Monde du fleuve et Le Noir Dessein, Robert Laffont, collection Ailleurs et Demain, 2003
- à l'unité (traduction de Guy Abadia) :
  - J'ai lu, collection Science-fiction no 1589, 1984  (ISBN 2-277-21589-9), réédition en 1987
  - Le Livre de poche, collection SF no 7152, 1992  (ISBN 2-253-06201-4), rééditions en 1999 et 2002